# Никољско јеванђеље
Никољско јеванђеље је рукописна књига писана на пергаменту, крајем 14. или почетком 15. века (мада није искључено да је настала још у 13. веку), величине 16x10,5 cm, са 144 листа и по 17 редова текста на свакој од страница које су украшене илуминацијама, иницијалима и заставицама, са златним и сребрним детаљима. По историчару Павлу Шафарику (1858) јеванђеље (он назива Јеванђеље краљице Јелене) је писано за краљицу Јелену, између 1240—1250. године.
Никољско јеванђеље је написано српскословенским језиком, са елементима народног говора. Никољско јеванђеље, некада је било у власништву манастира Никоље Кабларско код Овчар Бање, а данас се чува у приватној збирци у Ирској.

## Рукопис
Рукопис је посвећен четворици јеванђелиста — Матеји, Марку, Луки и Јовану па свако поглавље почиње украшеним иницијалом и раскошном вињетом, илустрацијом заштитног знака једног од јеванђелиста — анђелом (Матеја), крилатим лавом (Марко), крилатим волом (Лука) и орлом (Јован). Писмо којим је Јеванђеље писано је ћирилско уставно писмо, а правописом глагољских књига који је у српској писмености био потиснут током 13. века.

## Историја
Од времена свог настанка, па до данашњег дана, овај изузетно драгоцен споменик српске културне баштине, превалио је дуг и мистериозан пут. Након што га је 1820. године Вук Караџић „пронашао“ у манастиру Никоље, а Алекса Вукомановић однео из истог 1854, Јеванђеље је од 1864. године свој живот наставило у Народној библиотеци Србије, добивши свој број у каталогу библиотеке и место на њеним полицама. Све до 1914. године Јеванђеље је чувано у Народној библиотеци Србије, да би му се у Првом светском рату изгубио сваки траг. За време евакуације током Првог светског рата, из збирке раритета Народне библиотеке, јула 1914. године, издвојено је 56 најдрагоценијих и највреднијих рукописних и штампаних књига, међу којима и Никољско јеванђеље, и смештено у дрвене сандуке који су се потом нашли на путу ка Косовској Митровици. На том путу, на нишкој железничкој станици, сандуцима се губи сваки траг. Прилике у Србији од тог периода биле су и више него неповољне, уследио је Други светски рат током кога је у неповрат отишло непроцењиво културно благо српског народа.
Ђуро Даничић је 1864. године објавио у Београду у државној штампарији, као књигу "Никољско јеванђеље", коју је посветио српском кнезу Михајлу Обреновићу.
Тек након рата, 1964. године, дошло се до сазнања да се део изгубљеног српског културног блага, између осталог и Никољско јеванђеље, чува у библиотеци приватног колекционара сер Честера Битија у Даблину. Тражећи мишљење о неким словенским рукописима који су се налазили у овој чувеној библиотеци, лондонски слависта Џон Барникот обратио се археографу Владимиру Мошину, шефу Археографског одељења Народне библиотеке Србије, за помоћ. Након што је прегледао снимке текстова које му је Барникот послао, Мошин закључује да су у питању давно нестали рукописи који су до Првог светског рата били чувани у Народној библиотеци Србије. Реч је, заправо, била о три српске средњовековне књиге: Никољско јеванђеље (крај 14. — почетак 15. века), Српско четворојеванђеље (крај 13. — почетак 14. века) и Празнични минеј Божидара Вуковића, штампан на пергаменту 1537. године. Како су ове драгоцене књиге, нестале у ратном вихору, доспеле у библиотеку сер Честера Битија у Ирској, није сасвим познато.

## Данас
Након смрти, према тестаменту, сер Честер Бити је предао своју збирку Републици Ирској тако да се данас налази у Библиотеци у Даблину. Владимир Давидовић је добио копију Никољског јеванђеља која је одштампана у сто луксузних примерака. Примерци ове књиге послати су у најважније библиотеке света и Србије.